# Naomi van As

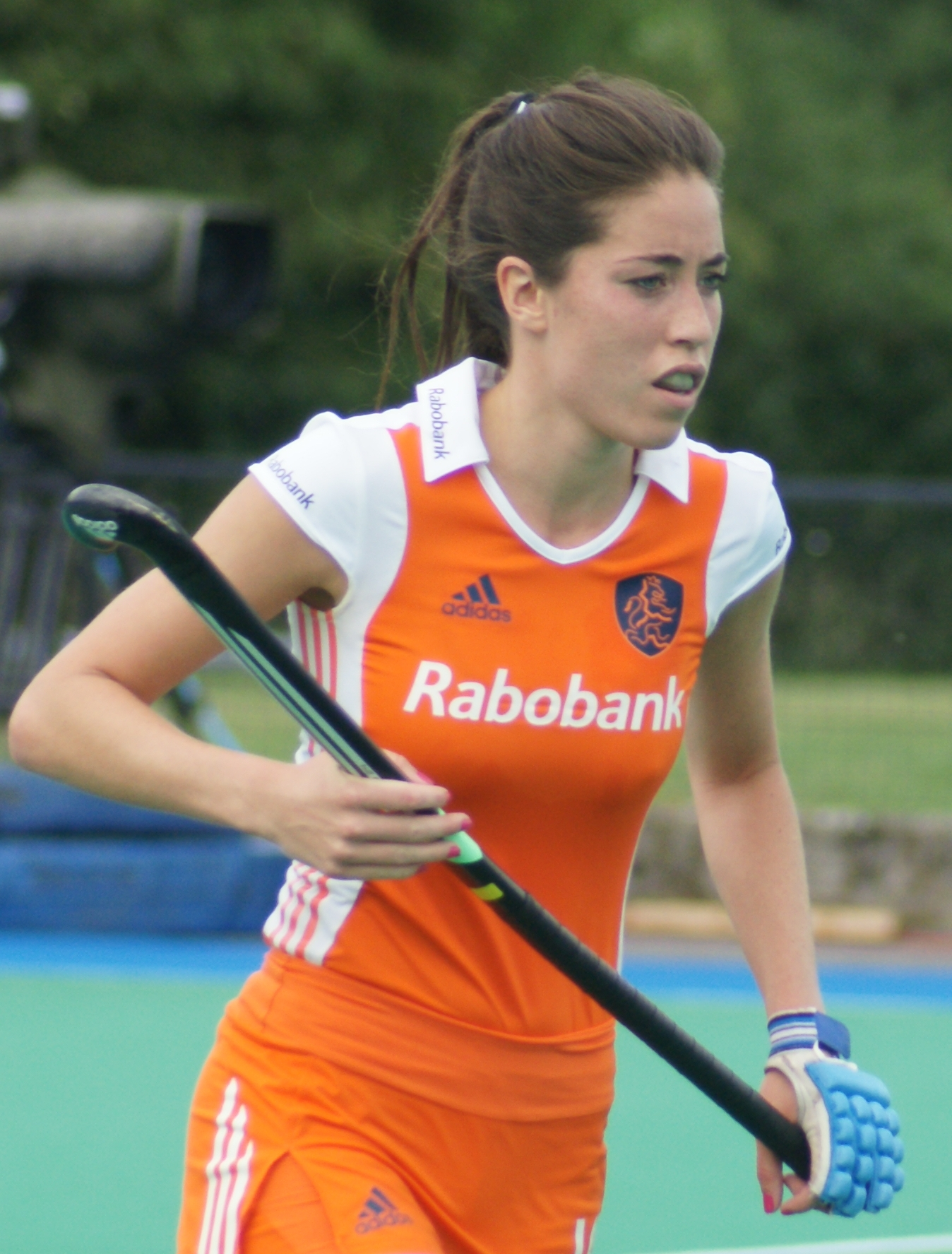
Van As in 2009

Naomi Frances van As (Den Haag, 26 juli 1983) is een Nederlandse voormalig hockeyster. Van As won met het damesteam een gouden medaille op de Olympische Spelen in 2008 en 2012 en zilver in 2016. Van As speelde 229 interlands voor de nationale vrouwenploeg, waarin Van As 45 keer scoorde (peildatum 20 augustus 2016).

## Levensloop

### Sportcarrière
Haar Oranje-debuut maakte de aanvalster op 20 juni 2003 in het duel Nederland–Zuid-Afrika (0-3) bij het zeslandentoernooi in Busan, Zuid-Korea, toen ook haar clubgenote Leonoor Voskamp voor het eerst haar 
opwachting maakte. Van As leerde hockeyen op Hockeyclub HDM. Ze speelde sinds het seizoen 2001-2002 in de hoofdmacht van HC Klein Zwitserland uit Den Haag. In Nederlands B was haar trainster Angela Veeger.
In juni 2010 tekende Van As een tweejarig contract bij de Gooise club Laren. Van As speelt hier op het middenveld. Als speelster wordt Van As gekenmerkt door wendbaarheid, gekoppeld aan een verfijnde techniek en een onvoorspelbare snelheid.
In het seizoen 2004-2005 werd de hockeyster verkozen tot beste speelster in de Rabo Hoofdklasse door coaches van alle hoofdklasseclubs. In 2006 werd Van As genomineerd door de Féderation Internationale de Hockey (FIH) voor Worldhockey Young Player of the Year en in het seizoen 2006-2007 werd Van As verkozen tot een-na-beste speelster in de Rabo Hoofdklasse door coaches van alle hoofdklasseclubs.

#### Olympische Spelen
Op de Olympische Spelen van Beijing in 2008 won Van As met Nederland in de finale met 2-0 van gastland China. Van As maakte het openingsdoelpunt. Op de Olympische Spelen van Londen, vier jaar later, werd de titel geprolongeerd tegen Argentinië, dat eveneens met 2-0 werd verslagen. Op de Spelen van Rio de Janeiro in 2016 verloor Van As met Nederland in de finale na shoot-outs (2-0) van het Britse dameshockeyteam. Dit na vier gemiste shoot-outs door Nederland. Na de reguliere speeltijd was de stand 3-3. Na de Olympische Spelen van Rio stopte Van As als international. Daarna bleef zij toch nog voor een tijd hockeyen voor Laren maar is in 2017 gestopt met hockey.

### Televisiecarrière
In 2018 begon Van As samen met een andere oud-hockeyster, Ellen Hoog, aan een nieuwe carrière als programmamaakster bij SBS6. In 24 Uur Mandekking gingen ze een etmaal lang op pad met een mannelijke bekende Nederlander, zoals in de eerste aflevering André Hazes jr. In volgende afleveringen werden o.m. Johnny de Mol, Jandino Asporaat en Gerard Joling gevolgd. Volgens cijfers van de Stichting Kijkonderzoek werd de eerste aflevering van de nieuwe serie bekeken door 665.000 mensen.
Ook presenteerde Van As van 2013 tot 2018 het kinderprogramma "Zappsport"
Van As maakt sinds de zomer van 2024 een wekelijkse podcast voor Sportnieuws.nl. Daarin bespreekt ze samen met vriendin en oud-ploeggenote Hoog het belangrijkste sportnieuws.

## Onderscheidingen
- In het seizoen 2004-2005 verkozen tot beste speelster in de Rabo Hoofdklasse door coaches van alle hoofdklasseclubs.
- In 2006 genomineerd door Fédération Internationale de Hockey (FIH) voor World Hockey Young Player of the Year.
- In het seizoen 2006/07 verkozen tot op een na beste speelster in de Rabo Hoofdklasse door coaches van alle hoofdklasseclubs.
- Van As werd door de Fédération Internationale de Hockey (FIH) uitgeroepen tot beste speelster van de wereld 2009. De prijs deelde Van As met de Argentijnse Luciana Aymar die evenveel stemmen kreeg. Volgens de wereldhockeybond was Van As uitgegroeid tot de uitblinker van het Nederlands team.[6]
- Op 20 oktober 2012 werd Van As, tezamen met alle andere Amsterdamse hockeysters die deel uitmaakten van het Nederlandse team op de Olympische Zomerspelen 2012, in het Velodrome benoemd tot Ridder in de Orde van Oranje-Nassau. [7]
- De FIH riep Van As in februari 2017 uit tot beste speelster van de wereld 2016.

## Erelijst
- Champions Trophy 2004 te Rosario (Argentinië)
- EK hockey 2005 te Dublin (Ierland)
- Champions Trophy 2005 te Canberra (Australië)
- Champions Trophy 2006 te Amstelveen (Nederland)
- WK hockey 2006 te Madrid (Spanje)
- Champions Trophy 2007 te Quilmes (Argentinië)
- EK hockey 2007 te Manchester (Verenigd Koninkrijk)
- Champions Trophy 2008 te Mönchengladbach (Duitsland)
- Olympische Spelen 2008 te Peking (China)
- Champions Trophy 2009 te Sydney (Australië)
- EK hockey 2009 te Amstelveen (Nederland)
- Champions Trophy 2010 te Nottingham (Verenigd Koninkrijk)
- WK hockey 2010 te Rosario (Argentinië)
- EK hockey 2011 te Mönchengladbach (Duitsland)
- Champions Trophy 2012 te Rosario (Argentinië)
- Olympische Spelen 2012 te Londen (Verenigd Koninkrijk)
- WK hockey 2014 te Den-Haag (Nederland)
- Champions Trophy 2014 te Mendoza (Argentinië)
- EK hockey 2015 te Londen (Verenigd Koninkrijk)
- Champions Trophy 2016 te Londen (Verenigd Koninkrijk)
- Olympische Spelen 2016 te Rio de Janeiro (Brazilië)

## Persoonlijk
Sinds 2008 heeft Van As een relatie met langebaanschaatser Sven Kramer. In oktober 2018 beviel ze van een dochter en in augustus 2022 werd hun zoon geboren.

## Trivia
- Van As volgde de hbo-opleiding Mondzorgkunde in Utrecht.[8]
- Van As was presentatrice van Zappsport.
- Van As kreeg na afloop van het gewonnen WK Hockey toernooi 2014 als inwoner de stadspenning Den Haag.

Marilyn Agliotti · 
Naomi van As · 
Minke Booij · 
Wieke Dijkstra · 
Miek van Geenhuizen · 
Maartje Goderie · 
Eva de Goede · 
Ellen Hoog · 
Fatima Moreira de Melo · 
Eefke Mulder · 
Maartje Paumen · 
Sophie Polkamp · 
Lisanne de Roever · 
Janneke Schopman · 
Minke Smabers · 
Lidewij Welten ·
Coach: Marc Lammers
Marilyn Agliotti · 
Naomi van As · 
Merel de Blaey · 
Carlien Dirkse van den Heuvel · 
Margot van Geffen · 
Maartje Goderie · 
Eva de Goede · 
Ellen Hoog · 
Kelly Jonker · 
Kim Lammers · 
Caia van Maasakker · 
Kitty van Male · 
Maartje Paumen · 
Sophie Polkamp · 
Joyce Sombroek · 
Lidewij Welten ·
Coach: Max Caldas
Naomi van As · 
Willemijn Bos · 
Carlien Dirkse van den Heuvel · 
Margot van Geffen · 
Eva de Goede · 
Ellen Hoog · 
Kelly Jonker · 
Marloes Keetels · 
Laurien Leurink · 
Caia van Maasakker · 
Kitty van Male · 
Maartje Paumen · 
Joyce Sombroek · 
Maria Verschoor · 
Xan de Waard · 
Lidewij Welten ·
Coach: Alyson Annan